# Betty Mahmoody
Betty Mahmoody (Alma, Michigan, 9 de juny de 1945) és una escriptora estatunidenca i conferenciant coneguda pel seu llibre, No sense la meva filla, del qual es va fer posteriorment una pel·lícula homònima. És la president i cofundadora d'One World: For Children, una organització que promou l'entesa entre cultures i s'esforça per oferir seguretat i protecció als nens de matrimonis bi-culturals.

## No sense la meva filla
El seu llibre, No sense la meva filla, és un relat de les seves experiències viscudes entre 1984 i 1986, quan va viatjar a l'Iran amb el seu marit i la seva filla en el que es va prometre que seria una breu visita i després es va quedar allà en contra de la seva voluntat.
Segons el llibre, ella i el seu marit, Bozorg Mahmoody, i la seva filla, Mahtob, van viatjar a l'Iran a l'agost de 1984. El seu marit va dir que seria una visita de dues setmanes a la seva família a Teheran. Un cop les dues setmanes van passar, el marit es va negar a permetre que la seva esposa i filla s'anessin. Mahmoody va quedar atrapada en una cultura hostil als nord-americans, una família hostil a ella, i un marit abusiu. D'acord amb el llibre, l'espòs li va separar de la seva filla durant setmanes. També va ser colpejada i amenaçada de matar-la si intentava fugir.
Ella finalment va aconseguir fugir amb la seva filla. En el llibre relata la seva fugida de 800 quilòmetres fins a Turquia i l'ajuda que va rebre de molts iranians.

## Altres llibres
Betty Mahmoody recopilar també històries d'altres pares els cònjuges estrangers els van allunyar dels seus fills en el llibre Per l'amor d'un nen.

## Bozorg Mahmoody
Alexis Kouros va col·laborar amb l'ex-marit per crear un documental anomenat Sense la meva filla, per contrarestar les afirmacions del llibre de Betty i així embrutar el seu nom.
El 23 d'agost de 2009 Bozorg Mahmoody va morir a Teheran, Iran, als 70 anys. L'agència de notícies estatal va citar al seu nebot, Majid Ghodsi, com a font que havia mort en un hospital per problemes renals i altres complicacions.